# Theuma longipes
Theuma longipes là một loài nhện trong họ Gnaphosidae.
Loài này thuộc chi Theuma. Theuma longipes được George Newbold Lawrence miêu tả năm 1927.